# Virgil Earp
Virgil Walter Earp, född 18 juli 1843 i Hartford, Kentucky, död 19 oktober 1905 i Goldfield, Nevada, var en amerikansk militär och sheriff. Han var bror till Wyatt Earp. Han arbetade som marshal och sheriff i många delstater och deltog i revolverstriden vid O.K. Corral i egenskap av marshal. Andra yrken han prövade på var bland annat lantbrukare, brevbärare, diligenskusk samt soldat i amerikanska inbördeskriget.

## Biografi

### Familj och uppväxt
Virgils far, Nicholas Earp, flyttade med sin far och dennes familj till Kentucky, där han gifte sig två gånger. Först med Abigail Storm 1836 och, när hon dött, med Virginia Ann Cooksey 1840 i Hartford, Kentucky. Första äktenskapet resulterade i sonen Newton och dottern Mariah, den senare dog kort efter födseln. Virginia födde 1841 sonen James och två år senare sin andre son, Virgil. Familjen flyttade inom de kommande åren omkring, och kom att bo i Monmouth, Illinois och i Pella i Iowa.
Virgil var då 17 år och gifte sig i hemlighet med Magdalena C. "Ellen" Rysdam 21 september 1861. Hon var då 15 år och bådas familjer ogillade företaget. Den 26 juli 1862 tog han värvning i armén och stred i inbördeskriget på Nordstaternas sida, tillsammans med sina äldre bröder Newton och James. Den senare blev dock snart allvarligt sårad och återvände därför till familjen. Medan Virgil och Newton fortfarande var ute i kriget flyttade deras föräldrar och syskon vidare till Colton i Kalifornien 1864. Ett rykte nådde Ellen om att hennes make Virgil dödats och hon flyttade därför med deras dotter Nellie Jane, som han inte kände till, till Oregon där hon gifte om sig. Ryktet var inte sant utan den 24 juni 1865 kom han hem till Pella oskadd. Han trodde, då han inte kunde finna henne, att hustrun dött under hans långa bortavaro så han tog sitt pick och pack och flyttade efter sina föräldrar och syskon till Colton.
Tillsammans flyttade de 1868 till Lamar, Missouri men nästan genast flyttade de till Wyoming där de stannade en kort tid för att sen återvända till Lamar. Under tiden i Wyoming arbetade han och Wyatt med byggandet av järnvägen. Tillbaka i Lamar gifte han om sig, 28 maj 1870, med Rosella Dragoo som då var 17 år gammal. Man vet inte mycket mer om detta äktenskap än att han lämnade henne tre år senare.
Efter någon tid träffade han Alvira "Allie" Packingham Sullivan i Council Bluffs, Iowa och de flyttade snart till Prescott, Arizona. De var troligtvis gifta omkring år 1874. Man har dock inte funnit något officiellt papper på att de verkligen var gifta. De höll ihop fram till hans död. 1879 kom Morgan, Wyatt och Wyatts vän Doc Holliday till Prescott och gemensamt flyttade de till Tombstone i Arizona, som Virgil hade hört var en stad i uppåtgående tack vare silverfyndigheter där.

### En lagens man
Virgils farfar Walter hade under tiden de bodde i Monmouth, Illinois, verkat som fredsdomare och hans far Nicholas skulle så småningom åter bosätta sig med sin fru i Colton, i södra Kalifornien där han tjänstgjorde i den lokala civilrättsdomstolen (County Court) fram till sin död. Ett tag på 1870-talet arbetade brodern Wyatt inom uppehållandet av lagen i Lamar och 1877 till 1879 gjorde Virgil detsamma i Prescott. Även Morgan arbetade inom polisen. Att det gick i släkten att arbeta för lag och ordning kan man gott påstå.
Den 30 oktober 1880 blev Virgil utsedd till tillförordnad marshal för staden Tombstone, Arizona och sedan vald till dess ordinarie marshal 18 juni 1881 till 29 oktober samma år. Det var tre dagar efter revolverstriden vid O.K. Corral som han och hans två vice marshal Wyatt och Morgan, sa upp sig eftersom de varit med att döda tre och skada två män vid O.K. Corral. Under revolverstriden blev både Virgil och Morgan skadade, Virgil i benet. 28 december 1881 råkade han ut för ett bakhåll mitt inne i staden och blev då skjuten i armen så illa att den blev obrukbar för resten av hans liv.
Så småningom blev Virgil den förste marshalen i Colton, Kalifornien. Han blev senare nominerad till Republikanska partiets sheriff-kandidat i Yavapai County, Arizona 1900 men fullföljde aldrig sin kandidatur på grund av dålig hälsa. Istället flyttade han till Goldfield i Nevada där han arbetade som sheriff fram till 19 oktober 1905, då han dog i lunginflammation.
1888 fick han kännedom om sin och Ellens dotter Nellie Jane och de hann träffas innan han dog. Ellen dog 3 maj 1910. Allie som var sex år yngre än Virgil, levde ända till 1947 då hon dog i Los Angeles County, Kalifornien.